# مصنع الجوت
 كان مصنع الجوت أول مصنع للجوت تأسس في الهند. تم إنشاء المصنع في عام 1855 من قبل رجل الأعمال البريطاني جورج أكلاند والممول البنغالي بابو بيسمبر سين في ريشرا، رئاسة البنغال، الهند البريطانية (غرب البنغال الحالية، الهند).

## خلفية
في بداية القرن التاسع عشر، كان تصنيع الجوت في الهند والبنغال غير فعال وذو نوعية رديئة. قضت حرب القرم على توريد الكتان والقنب من الإمبراطورية الروسية إلى بريطانيا، مما مكن تجارة الجوت البنغالية من أن تحل محل إمدادات الكتان والقنب بشكل دائم. بحلول منتصف القرن الثامن عشر، صدرت البنغال كميات كبيرة من الجوت الخام لتزويد صناعة الكتان في دندي. 
كان مؤسس المصنع جورج اكلاند، رجل أعمال إنجليزي، صاحب مزارع البن في سيلان، والبحرية السابقة في Marine East Company Company Marine ، من Devonshire . كان لديه في البداية فكرة زراعة العشب من الريا ليكون بديلاً عن الكتان والقنب، للتعويض عن الخسائر التي اكتسبها من خلال مشاريع تجارية أخرى. ومع ذلك، نصح جون كير، وهو مصنع للآلات، شركة اكلاند بتصنيع منتجات الجوت في البنغال بدلاً من ذلك. 

## تاريخ المصنع

### الــتأسيس
في عام 1855، قام جورج أكلاند، بالتعاون مع ممول بنغالي يدعى بابو بيسبر سن ومشرف الجوت في دندي، بتركيب أول آلة غزل الجوت في Rishra. أدى ذلك إلى إنشاء مطحنة اكلاند كأول مصنع للجوت تأسست في الهند.
تم بناء المصنع على أرض شكلت جزءًا من عقار جاردن هاوس الذي كان يملكه وارن هاستينغز.

### عمليات
كان تشارلز سميث، مدير مطحنة الجوت من دندي، يدير مصنع أكلاند. أنتجت المصنع 8 أطنان من خيوط الجوت يوميًا في أول عامين من عمله، والتي تم بيعها بدورها للنساجين المحليين. في عام 1857، توسع المصنع لنسج القماش الخشن على عدد صغير من الأيادي اليدوية.
خلال التمرد الهندي عام 1857 ، استأجر اكلاند البحارة من منزل البحارة في كالكوتا، إلى جانب الموظفين الذين قاموا بتشغيل المصنع، لحراسة ممتلكاته. حول هذا الوقت، شكل اكلاند أيضًا المصنع إلى شركة ذات مساهمة محدودة تسمى "Rishra Twine and Yarn Mills Co. Ld.".

### إعادة تأسيس لاحقة
أحرق مصنع اكلاند في عام 1858. وفي عام 1862، أعاد اكلاند تأسيس المصنع تحت الاسم الجديد «مصنع Ischera Yarn». وقد غزل مطحنة اختتم ومزاد علني لملاكها الجدد في عام 1868، الذي إعادة تشغيل مرة أخرى طاحونة تحت اسم جديد من «شركة Caluctta Jute Mills Co LD»، بعد إغلاق المصنع جزئيًا من 1868 إلى 1872. ازدهر هذا المصنع بشكل أساسي بسبب الطلب البريطاني على القطن بسبب الحرب الأهلية الأمريكية، من خلال توفير إمدادات من أكياس الجوت إلى بومباي (في الوقت الحاضر مومباي).
في عام 1877، تم نقل المصنع إلى AR McIntosh and Co. وبعد ذلك أصبحت مفلسة في عام 1880. ثم تم تحويلها إلى شركة Champdany ثم أعيدت تسميتها باسم "Wellington Jute Mills" في عام 1881.

## ميراث
أدى النجاح الطفيف الذي حققته شركة مصنع الجوت في تجارة الجوت البنغالية إلى إنشاء العديد من مصانع الجوت الأخرى في كلكتا. تم تأسيس أحد هذه المصانع في عام 1859 من قبل شركة بورنيو، والتي حظيت بنجاح كبير في أواخر ستينيات القرن التاسع عشر وأوائل سبعينيات القرن التاسع عشر.